# (3558) Shishkin
(3558) Shishkin es un asteroide perteneciente al cinturón de asteroides, descubierto el 26 de septiembre de 1978 por la astrónoma ucraniana Liudmila Zhuravliova desde el Observatorio Astrofísico de Crimea (República de Crimea).

## Designación y nombre
Designado provisionalmente como 1978 SQ2. Fue nombrado Shishkin en honor al pintor ruso Iván Shishkin.